# Armée nationale congolaise
Het ontstaan van het Armée Nationale Congolaise (ANC) vindt zijn oorsprong in het voormalige leger van Congo, de Force Publique, dat werd hervormd door Patrice Lumumba naar aanleiding van muiterijen in 1960. Deze hervorming was echter van korte duur, aangezien het leger in 1971 werd hernoemd tot de Forces Armées Zaïroises (FAZ) onder het bewind van toenmalig Mobutu Sese Seko. Tegenwoordig staat het bekend als de Strijdkrachten van de Democratische Republiek Congo (FARDC).

## Geschiedenis

### Achtergrond

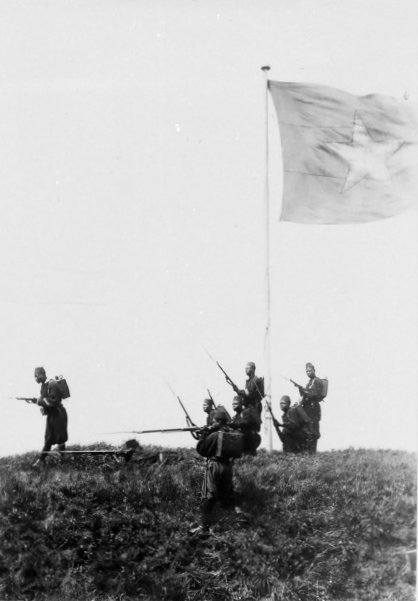
Congolese soldaten van de Force Publique uit het koloniale tijdperk in 1928.

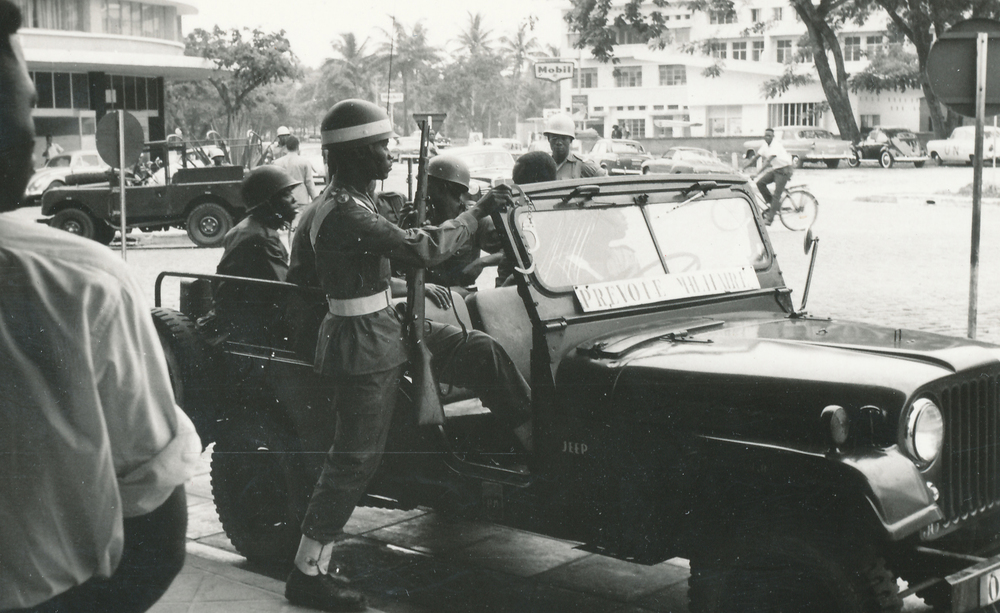
Congolese militaire politie van het ANC in Léopoldstad in 1960.

De Force Publique werd opgericht in 1888 onder bevel van Koning Leopold II, die zijn Secretaris van Binnenlandse Zaken instrueerde om militaire en politie-eenheden voor de staat te creëren. Na de overdracht van het bestuur aan België in 1908 bleef het commando over de Force Publique onder toezicht van een Belgisch officierskorps tot aan de onafhankelijkheid van de kolonie in 1960. 
Tijdens de Eerste Wereldoorlog nam de Force Publique actief deel aan militaire operaties, waarbij zij tussen 1916 en 1917 betrokken was bij gevechten in Kameroen en met succes gebieden veroverde in Duits-Oost-Afrika, met name in het huidige Rwanda. Bovendien werden elementen van de Force Publique ingezet om Belgische koloniale troepen te vormen die deelnamen aan de Oost-Afrikaanse Campagne tijdens de Tweede Wereldoorlog.

### Onafhankelijkheid en muiterij
Bij de onafhankelijkheid op 30 juni 1960 leed het leger aan een dramatisch tekort aan opgeleide officieren. Dit kwam doordat de Force Publique altijd alleen geleid was door Belgische of andere expatriate blanken. De Belgische regering ondernam geen enkele poging om Congolese officieren op te leiden tot het einde van de koloniale periode, en in 1958 waren slechts 23 Afrikaanse cadetten toegelaten tot de militaire middelbare school. De hoogste rang die beschikbaar was voor Congolezen was adjudant, die slechts vier soldaten bereikten vóór de onafhankelijkheid. Hoewel 14 Congolese cadetten in mei waren ingeschreven aan de Koninklijke Militaire School in Brussel, zouden ze pas in 1963 afstuderen als tweede luitenants. 
Ondoordachte acties van Belgische officieren leidden tot een opstand onder de onderofficieren op 5 juli 1960, wat bijdroeg aan het uitbreken van de Congocrisis.
Historicus Louis-François Vanderstraeten zegt dat op de ochtend van 8 juli 1960, na een nacht waarin alle controle over de soldaten verloren was gegaan, tal van ministers arriveerden op Kamp Leopold II met als doel de situatie te kalmeren. Zowel premier Patrice Lumumba als president Joseph Kasavubu arriveerden uiteindelijk, en de soldaten luisterden "religieus" naar Kasavubu. Na zijn toespraak trokken Kasavubu en de aanwezige ministers zich terug in de kampkantine om een delegatie van de soldaten te horen. Vanderstraeten zegt dat volgens Joseph Iléo hun eisen (revendications) onder andere het volgende omvatten:
- dat de defensieportefeuille niet aan de premier werd gegeven
- dat de naam Force Publique werd veranderd in Armée Nationale Congolaise (ANC)
- en dat de opperbevelhebber en stafchef niet noodzakelijk Belgen moesten zijn

De "moeizame" discussies die daarop volgden kregen later retrospectief het label van een "bijzondere ministerraad." Gérard-Libois schrijft dat "...de speciale bijeenkomst van de ministerraad stappen zette voor de onmiddellijke Afrikanisering van het officierskorps en Victor Lundula, geboren in Kasaï en burgemeester van Jadotville, benoemde tot Commandant-in-Chief van de ANC, Kolonel Joseph-Désiré Mobutu als chef-staf, en de Belgische Kolonel Henniquiau als belangrijkste adviseur van de ANC." Hierdoor werd Generaal Émile Janssens ontslagen. Zowel Lundula als Mobutu waren voormalige sergeanten van de Force Publique.
Op 8-9 juli 1960 werden de soldaten uitgenodigd om zwarte officieren aan te wijzen, en "het bevel over het leger kwam veilig in handen van voormalige sergeanten", aangezien de soldaten over het algemeen de best opgeleide en hoogst gerangschikte Congolese legerofficieren kozen als hun nieuwe officieren. De meeste Belgische officieren werden behouden als adviseurs voor de nieuwe Congolese hiërarchie, en de rust keerde terug in de twee belangrijkste garnizoenen in Leopoldstad en Thysstad. De Force Publique werd omgedoopt tot de Armée nationale congolaise (ANC), of Congolese Nationale Strijdkrachten. Echter, in Katanga verzetten Belgische officieren zich tegen de Afrikanisering van het leger.

### Belgische interventie
Op 9 juli 1960 vond er een muiterij plaats bij Camp Massart in Elisabethstad, waarbij vijf of zeven Europeanen werden gedood. De opstand van het leger en de resulterende geruchten veroorzaakten ernstige paniek in het hele land, en België stuurde troepen en de marine Task Group 218.2 om zijn burgers te beschermen. Belgische troepen grepen in in Elisabethstad en Luluabourg (10 juli), Matadi (11 juli), Leopoldstad (13 juli) en elders. Er waren direct verdenkingen dat België van plan was zijn voormalige kolonie opnieuw in te nemen. Grote aantallen Belgische kolonisten ontvluchtten het land. Tegelijkertijd, op 11 juli, verklaarde Moïse Tshombe de onafhankelijkheid van de provincie Katanga in het zuidoosten, gesteund door overgebleven Belgische beheerders en soldaten.

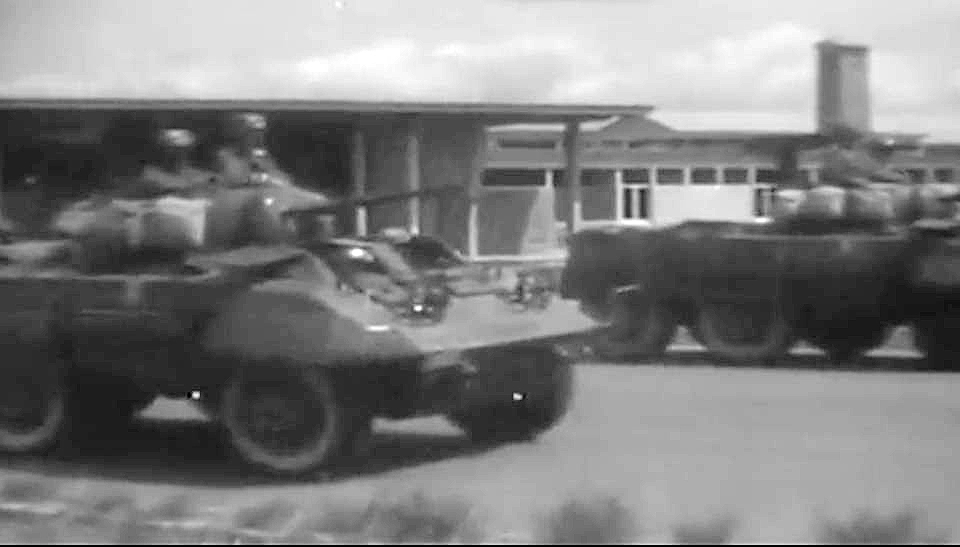
Pantservoertuigen van het Armée nationale congolaise (ANC) tijdens de Congocrisis

Op 14 juli 1960, als reactie op verzoeken van premier Lumumba, nam de Veiligheidsraad van de Verenigde Naties Resolutie 143 aan. Hierin werd België opgeroepen zijn troepen terug te trekken en werd de VN gevraagd militaire hulp te bieden aan de Congolese strijdkrachten om hen in staat te stellen "hun taken volledig uit te voeren". Lumumba eiste dat België zijn troepen onmiddellijk zou terugtrekken en dreigde hulp te zoeken bij de Sovjet-Unie als ze niet binnen twee dagen zouden vertrekken. De VN reageerden snel en richtten de Operatie van de Verenigde Naties in Congo (ONUC) op. De eerste VN-troepen arriveerden de volgende dag, maar er ontstond meteen onenigheid tussen Lumumba en de VN over het mandaat van de nieuwe troepenmacht.

### Katanga en Zuid-Kasaï
Omdat het Congolese leger in ontreddering was geraakt door de muiterij, wilde Lumumba de VN-troepen gebruiken om Katanga met geweld onder controle te brengen. Lumumba raakte buitengewoon gefrustreerd door de onwil van de VN om geweld te gebruiken tegen Tshombe en zijn afscheiding. Hij annuleerde een geplande ontmoeting met secretaris-generaal Dag Hammarskjöld op 14 augustus en schreef in plaats daarvan een reeks boze brieven. Voor Hammarskjöld was de afscheiding van Katanga een interne Congolese kwestie en de VN was verboden om in te grijpen volgens artikel 2 van het Handvest van de Verenigde Naties. Geschillen over wat de VN-troepen wel en niet konden doen, bleven bestaan gedurende hun inzet.
Tegen 20 juli 1960 waren in totaal 3.500 troepen voor ONUC in Congo aangekomen. Het eerste contingent Belgische troepen had Leopoldstad verlaten op 16 juli bij aankomst van de VN-troepen. Na verzekeringen dat contingenten van de Force in voldoende aantallen zouden arriveren, stemden de Belgische autoriteiten ermee in om al hun troepen tegen 23 juli uit het Leopoldstad-gebied terug te trekken. De laatste Belgische troepen verlieten het land op 23 juli, terwijl de VN-troepen bleven inzetten in heel Congo. De opbouw van ONUC ging door, waarbij de sterkte toenam tot meer dan 8.000 troepen op 25 juli en tot meer dan 11.000 op 31 juli 1960. Op 27 juli werd een basisovereenkomst tussen de Verenigde Naties en de Congolese regering over de werking van de Force overeengekomen. 
Op 9 augustus verklaarde Albert Kalonji de onafhankelijkheid van Zuid-Kasaï.

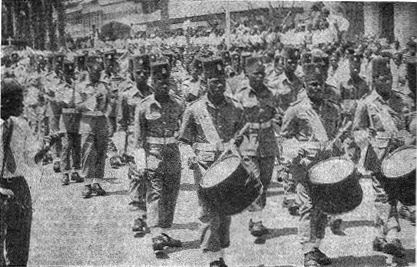
ANC parade in 1960

Tijdens de cruciale periode van juli-augustus 1960 bouwde Mobutu "zijn" nationale leger op door buitenlandse hulpkanalen te sturen naar eenheden die hem trouw waren, door onbetrouwbare eenheden naar afgelegen gebieden te verbannen, en door rivaliserende legers op te nemen of te verspreiden. Hij bond individuele officieren aan zich door hun promotie te controleren en de geldstroom voor salarissen te beheren. Onderzoekers hebben later vanaf de jaren 1990 ontdekt dat geld rechtstreeks naar het leger werd geleid door de Amerikaanse CIA, de VN en België. Ondanks dit waren er tegen september 1960, na de vierdeling van het land, vier afzonderlijke gewapende strijdkrachten: Mobutu's ANC zelf, met ongeveer 12.000 troepen, de Gendarmerie van Zuid-Kasaï loyaal aan Albert Kalonji (3.000 of minder), de Katangese Gendarmerie die deel uitmaakte van het regime van Moïse Tshombe (ongeveer 10.000), en het Stanleystad dissidente ANC loyaal aan Antoine Gizenga (met ongeveer 8.000).
In augustus 1960, vanwege de afwijzing van verzoeken om VN-hulp bij het onderdrukken van de opstanden in Zuid-Kasai en Katanga, besloot de regering van Lumumba om hulp te vragen aan de Sovjet-Unie. Leopoldstad vroeg de Sovjet-Unie om vliegtuigen, vrachtwagens, wapens en uitrusting. Kort daarna, op 22 of 23 augustus, vertrokken ongeveer 1.000 soldaten naar Kasaï. Op 26-27 augustus nam het ANC Bakwanga, de hoofdstad van Albert Kalonji in Zuid-Kasaï, zonder veel weerstand in.
Op dit punt, zo meldt de Country Study van de Library of Congress voor Congo, op 5 september 1960: "Kasavubu benoemde ook Mobutu tot hoofd van het ANC. Joseph Iléo werd gekozen als de nieuwe premier en begon te proberen een nieuwe regering te vormen. Lumumba en zijn kabinet reageerden door Kasavubu van hoogverraad te beschuldigen en stemden voor zijn ontslag. Het parlement weigerde het ontslag van zowel Lumumba als Kasavubu te bevestigen en probeerde een verzoening tussen hen tot stand te brengen. Na een week patstelling kondigde Mobutu op 14 september aan dat hij de macht nam tot 31 december 1960, om zowel Kasavubu als Lumumba "te neutraliseren". Mobutu vormde het College van Commissarissen-Generaal, een technocratische regering van universitair afgestudeerden.

### Simba-opstand

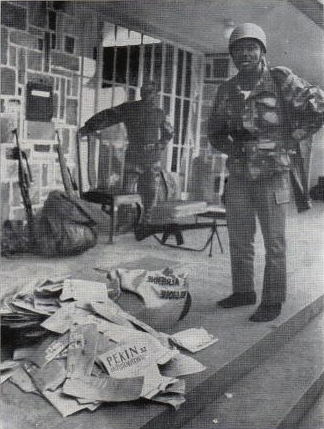
Congolese soldaten met in beslag genomen rebellenpropaganda in 1964.

Begin 1964 brak er een nieuwe crisis uit toen Congolese rebellen, die zichzelf "Simba" (Swahili voor "Leeuw") noemden, in opstand kwamen tegen de regering. Ze stonden onder leiding van Pierre Mulele, Gaston Soumialot en Christophe Gbenye, voormalige leden van Gizenga's Parti Solidaire Africain (PSA). De opstand had invloed op de provincies Kivu en Orientale. Tegen augustus hadden ze Stanleystad veroverd en daar een rebellenregering opgezet. Naarmate de rebellie zich verspreidde, werd het steeds moeilijker om discipline te handhaven, en namen gewelddadige en terroristische daden toe. Duizenden Congolezen werden geëxecuteerd, waaronder overheidsfunctionarissen, politieke leiders van oppositiepartijen, provinciale en lokale politie, leraren en anderen die als 'verwesterd' werden beschouwd. Veel van de executies werden met extreme wreedheid uitgevoerd, voor het oog van een monument voor Lumumba in Stanleystad. 
Tshombe besloot buitenlandse huurlingen en het ANC in te zetten om de opstand neer te slaan. Mike Hoare werd ingehuurd om het Engelssprekende 5 Commando in Kamina op te richten, met hulp van een Belgische officier, kolonel Frédéric Vandewalle, terwijl 6 Commando (Congo) Franstalig was en oorspronkelijk onder bevel stond van een Belgische legerkolonel, Lamouline. Tegen augustus 1964 boekten de huurlingen, met de hulp van andere ANC-troepen, vooruitgang tegen de Simba-opstand.

#### Operaties Rode en Zwarte Draak
Uit vrees voor nederlaag begonnen de rebellen gijzelaars te nemen van de lokale blanke bevolking in gebieden onder hun controle. Deze gijzelaars werden gered door Belgische luchtaanvallen (Operaties Rode en Zwarte Draak) boven Stanleystad en Paulis, uitgevoerd door Amerikaanse vliegtuigen. De operatie viel samen met de aankomst van huurlingeneenheden (inclusief de haastig gevormde 5e Gemechaniseerde Brigade) Ommegang in Stanleystad, dat snel werd veroverd. Het duurde tot het einde van het jaar om de overgebleven rebellengebieden volledig neer te slaan tijdens "Operatie South".

## Staatsgreep

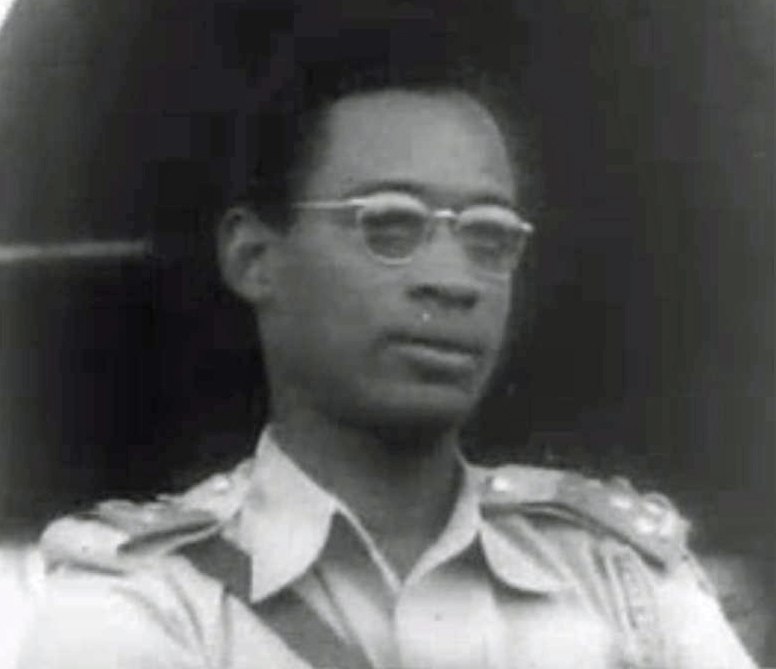
Kolonel Mobutu

Na vijf jaar van onrust greep Mobutu in 1965 de macht in de Democratische Republiek Congo tijdens de staatsgreep van 1965, gebruikmakend van zijn positie als stafchef van het ANC. Hoewel Mobutu erin slaagde de macht te grijpen, werd zijn positie al snel bedreigd door de muiterijen in Stanleystad, ook bekend als de Muiterij van de Huurlingen, die uiteindelijk werden onderdrukt.
Over het algemeen hebben de strijdkrachten zich sinds die tijd niet als geheel met politiek bemoeid, maar zijn ze eerder heen en weer geslingerd terwijl ambitieuze mannen het land hebben dooreengeschud. In werkelijkheid is het grotere probleem geweest het verkeerde gebruik en soms misbruik van het leger en de politie door politieke en etnische leiders.
Op 16 mei 1968 werd een parachutistenbrigade van twee regimenten (elk met drie bataljons) gevormd, die uiteindelijk zou uitgroeien tot een volledige divisie.
In 1971 werd het land hernoemd tot Zaïre en bijgevolg kreeg het leger de naam Forces Armées Zaïroises (FAZ).
Afscheidingscrisis:
Katanga · Zuid-Kasaï · Invasie van Zuid-Kasaï
Belangrijkste operaties/gevechten: Force Publique-muiterijen · Congo-Stanleystad · ONUC · Operatie Rum Punch · Niemba hinderlaag · Slag om Kabalo · Slag bij Jadotstad · Operatie Unokat · Aanval op Kamp Massart · Operatie Grandslam · Kindu Bloedbad · Incident bij Port Francqui · Kanyarwanda-oorlog · Kwilu-opstand · Simba-opstand · Operaties Rode en Zwarte Draak · Operatie White Giant · Operatie Violettes Imperiales · Operatie Zuid · Operatie Banzi
Andere belangrijke gebeurtenissen:
Ontbinding van de Lumumba-regering · Moord op Lumumba · Overlijden van Dag Hammarskjöld